# Ödön Domaniczky
Ödön Domaniczky, madžarski generalpodpolkovnik, * 1889, † 1945.